# Rosalie Hale
Rosalie Lillian Hale (más conocida como Rosalie Hale), es un personaje de la Saga Crepúsculo (formada por las novelas Crepúsculo, Luna Nueva, Eclipse y Amanecer) creada por la autora Stephenie Meyer. Es la única de los Cullen que admite detestar a Bella, aunque al comienzo argumenta que es por el peligro al que se exponen con que una humana sepa de ellos.
En Eclipse, Rosalie le cuenta a Bella que no la aceptaba porque la envidiaba, sobre todo porque era humana. Ella deseaba en su esposo humano un amor como el de su amiga Vera o como el que ahora tenía Bella, deseaba poder tener un hijo como el de su amiga y esa es la razón de su agrado a Emmett, ya que se parece al bebe que tuvo Vera, la otra razón es por haberle robado el corazón a su "hermano". También le revela que se sorprendió cuando Edward no se sintió atraído por ella, pero no le preocupó ya que nunca mostró interés por nadie.

## Vida Humana y Transformación en vampiro
Rosalie Lillian Hale nació en Rochester, Nueva York, el 10 de octubre de 1915. Su familia se componía de su padre, madre, sus dos hermanos menores y ella. Su familia era de clase media-alta; su padre tenía un empleo estable en un banco y su madre era ama de casa. Gracias a los ingresos de su padre, Rosalie y su familia vivían con comodidad y lujo, a tal punto que "la Gran Depresión" sólo era un rumor para ellos. 
Ella era muy guapa y le agradaba que le halagaran. Un día, su madre la vistió para entregar a su padre el almuerzo en el trabajo, allí conoció a Royce King II (el hijo del dueño del banco, Royce King), quien de inmediato se interesó por ella y le mandaba un ramo de rosas todos los días. Sin embargo, su relación se basaba en la atracción física por parte de él y por el dinero por parte de ella.
Una semana antes de su boda, una tarde a finales de abril de 1933, visitó a su mejor amiga, Vera, que tenía un marido que la quería de verdad. Fue durante esa visita cuando cayó en la cuenta de la falta de amor existente entre ella y Royce. 
Cuando volvía a su casa, ya de noche, se encontró con su prometido que se encontraba bajo una farola en el parque cerca de su casa en compañía de cuatro amigos; tanto él como sus amigos estaban ebrios. 
Royce presumió de la belleza de Rosalie de forma desagradable, como si se tratara de un objeto de su propiedad; en respuesta a una pregunta que hizo un amigo de él sobre la belleza de su novia, uno de sus amigos dijo entre risas: "Es difícil decirlo... Está totalmente tapada". 
Entonces Royce exclamó: "¡Muéstrale tu aspecto, Rose!" y acto seguido le desgarró la chaqueta para mostrar parte del cuerpo de Rosalie a sus amigos; también le arrancó el sombrero haciéndola quejarse de dolor ya que estaba sujeto con alfileres a su cabello, mientras los hombres gozaban con su dolor. Royce y sus amigos la violaron de forma brutal.
Las heridas que le causaron, la dejaron moribunda hasta el punto en que ellos la creían muerta. Los cinco hombres se marcharon riéndose a carcajadas y bromeando sobre que Royce debería buscarse otra novia, a lo que él respondió entre risas que antes debía aprender a ser paciente, dando a entender que no había podido esperar a la boda para acostarse con ella.
Mientras agonizaba en la fría noche deseando morir, Carlisle (el padre adoptivo de Edward) la encontró y la llevó a la casa. Luego la transformó para convertirla en la compañera de Edward, pero este no se mostró interesado por ella. Además, no soportaba su poca profundidad y la mente absorta en sí misma, y los dos se convirtieron en nada más que hermanos.
En los primeros tiempos después de su transformación mejoró su estado de ánimo cuando observó que había mejorado su belleza. Mató a Royce y a sus amigos por lo que le hicieron. Primero asesinó uno a uno a los amigos de Royce, dejándolo a él de último para así llenarlo de terror a medida que esperaba ser el siguiente. Cuando finalmente fue por él, tuvo que matar también a sus dos guardaespaldas armados que había contratado para que lo protegieran. Vestida con un traje de novia que había robado para la ocasión, lo torturó de forma salvaje y brutal durante toda una noche hasta terminar matándolo. 
Sin embargo, no bebió la sangre de ninguna de sus víctimas, porque no deseaba tener nada de ellos dentro de ella; y se siente satisfecha de no haber probado la sangre humana nunca.
Mientras vive con los Cullen en Forks, se hace pasar por la hermana melliza de Jasper. Disfruta de los coches y la mecánica, y posee un BMW M3 descapotable rojo. Es bastante vanidosa y arrogante. La tenacidad es la característica que se ve intensificada en ella al convertirse en vampiro. Lo que más lamenta de ello es el no poder ser madre, algo que siempre ha anhelado.

## Rosalie y Bella
En Crepúsculo, cuando Edward conoció a Isabella Swan, Rosalie sintió celos de Bella, debido a que Edward encontró a Bella más hermosa que a ella a pesar de que Rosalie no amaba a Edward y también porque era humana y eso es todo lo que Rosalie deseaba ser. Se opone a la relación. Se niega además a ponerse la ropa de Bella para despistar a James. No le habló directamente en todo el libro. 
En Luna Nueva, Rosalie informa a Edward sobre la muerte de Bella. Luego se arrepiente pues a consecuencia de ello, Edward estuvo a punto de morir. Ella dice después que lo único que quería era que Edward volviera con ellos, con los Cullen. También es la primera vez que le habla a Bella directamente.
En Eclipse, Rosalie participa en la batalla contra los neófitos que creó Victoria. Además, le cuenta a Bella su historia y le explica que tiene otras opciones, además de convertirse en vampiro, y que se conserve humana, pues es lo que Rosalie más desea y por eso la envidia, porque Bella representa la vida que ella siempre quiso tener y la estaba desechando para convertirse en vampiro, pero Bella le aclara que eso es lo que Rosalie quiere, no ella. 
En Amanecer, la relación entre Bella y Rosalie mejora mucho. Ella es la encargada de Bella y la ayuda e impide que obliguen a Bella a abortar. Ella planeaba además, que si Bella moría durante el parto, ella se podía quedar con el bebe. Ella es quien más cuida a Renesmee durante la transformación de Bella, y se convierte en su tía más cercana gracias a sus intenciones maternales.

## Habilidades
Su habilidad principal es su rapidez, no deja rastro alguno y la tenacidad es la característica que se ve intensificada en Rosalie al convertirse en vampiresa. Edward también tiene facilidad para cazar y asesinar sin dejar pistas, como Rosalie, e incluso mejor.
También tiene la habilidad de persuadir por el hecho de ser realmente hermosa como su hermano Edward.

## Relaciones
- Emmett Cullen: Actual pareja de Rosalie. Ella lo salvó tras haber sido atacado por un oso y lo llevó hasta donde se encontraba Carlisle para que este lo transformara, ya que ella no se sentía capaz.

Su relación es la más física de la familia Cullen, se encuentran muy enamorados y se han casado en diversas ocasiones, ya que Rosalie disfruta con ese tipo de ceremonias y las lunas de miel. Emmett le hace recordar a Rosalie lo parecido que era con el hijo de su amiga Vera, el pequeño Henry: cara dulce, tierno y ojos color café, por eso Rosalie eligió estar con Emmett para toda la vida. 
- Royce King II: Era el prometido de Rosalie cuando era humana. Hijo del dueño del banco donde el padre de Rosalie trabajaba como empleado. Una noche cuando regresaba de ver a su amiga Vera, Royce y sus amigos completamente ebrios la esperaban cerca de su casa; fue violada y maltratada por ellos. Cuando Carlisle convirtió a Rosalie en vampiro esta cobró venganza. Dos años después, encuentra a Emmett.

## Apariencia
Su piel es extremadamente pálida y totalmente impenetrable, perfecta, fría, tersa, suave e impecable, como todos los vampiros su piel brilla por completo ante la luz del sol. Tiene una larga melena rubia y ondulada absolutamente brillante, intensa y clara, y un cuerpo inhumanamente perfecto, proporcionado y escultural. Cómo los demás, sus ojos son dorados, y cambian cuando tienen hambre. Rosalie es muy hermosa, incluso para ser vampiresa, Bella dice que es una de esas personas por la cual la mayoría de las chicas pierden la autoestima tan solo estando cerca de ella. Tiene la mejor figura que jamás haya visto la humanidad; los ojos cambian de color desde el dorado al negro (por la sed), de la misma manera que el resto de los Cullen. Al igual que todos los vampiros, amoratada bajo los ojos. Cuando era humana, era guapa, elegante y sofisticada. Sus ojos eran de tono azul rojizo, como el de las violetas. es descrita por Bella como la mujer más hermosa del mundo. Mide 1.75 de estatura, cejas clara y por completo delineadas, pestañas muy largas, espesas y oscuras, uñas largas, perfectas y facciones completamente finas, definidas y delicadas.
- Datos: Q2716380